# Deep Silent Complete
Deep Silent Complete – piąty singel grupy Nightwish. Utwór promuje płytę Wishmaster.

## Lista utworów
1. "Deep Silent Complete"
2. "Sleepwalker"